# Хунгарикум
Хунгарикум (венг. hungarikum, от Hungaria — Венгрия и unicum — уникальный) — понятие в венгерской культурологии, широко используемое для обозначения целого ряда уникальных и типично венгерских предметов и явлений, продуктов, услуг, производимых в Венгрии и неразрывно связанных с венгерским образом жизни, венгерскими традициями и культурой, отражающих национальные особенности Венгрии. В более широком смысле к хунгарикумам относят всё аутентично венгерское, и тогда хунгарикумами называют выдающихся венгров, их достижения и изобретения. Сам по себе венгерский язык является хунгарикумом. Хунгарикум — это своего рода символ Венгрии, предмет особой гордости венгерского народа.
В 1999 году четыре ведущих венгерских компании международного уровня: Херендская фарфоровая мануфактура, производитель венгерской «зимней салями» Pick, винный торговый дом «Токай» и производитель венгерского ликёра Zwack Unicum — создали клуб Hungaricum, призванный способствовать продвижению своей уникальной продукции. В 2003 году в клуб вступил Фонд производителей халашских кружев из Кишкунхалаша. Вместе они создали своего рода визитную карточку Венгрии — набор «Вкус Венгрии», в который вошли образцы продукции участников клуба.

## Хунгарикумы
кулинария
- знаменитые мясные блюда с обязательной паприкой пёркёльт, паприкаш и гуляш, изначально пища венгерских пастухов
- венгерские колбасы: дьюлайская[венг.], чабайская[венг.]
- будапештская «зимняя салями» «Херц» и сегедская «зимняя салями» Pick, покрытые тонким слоем белой плесени
- дебреценские сосиски
- торт «Добош»
- блинчики по-гунделевски
- Туро Руди

алкогольные напитки
- палинка — фруктовые бренди из сливы (из Бекеша), абрикосов (из Кечкемета), вишни, персиков, клубники и ферментированного виноградного сока
- ликёр (биттер) на травах «Уникум» компании Zwack
- Токай самородный и ассу

сельское хозяйство
- неприхотливый к погодным условиям венгерский серый скот;
- закалённая и выносливая длинношёрстная свиная порода мангалица, ценный жир которой отличается низким уровнем холестерина
- порода овец «рацка»
- пастушьи породы собак: кувас, пули, комондор
- сочный репчатый лук из Мако в шелухе красивого медно-жёлтого цвета, богатый витаминами, минеральными веществами и микроэлементами, обладает тонким, почти элегантным ароматом[1]
- калочская и сегедская паприка[2]
- сабольчские яблоки
- сатмарская слива, из которой делают знаменитую сливовицу[3]
- ароматные кечкеметские абрикосы, сырьё для палинки[3]

венгерские танцы
- вербункош
- чардаш

народные промыслы и декоративно-прикладное искусство
- венгерская вышивка
- халашское кружево
- херендский[венг.], жолнайский и холлохазский фарфор
- надудварская чёрная керамика

география
- крупнейшее озеро Центральной Европы Балатон
- термальное озеро Хевиз

персоны
- футболист Ференц Пушкаш
- учёный Аньош Йедлик, наладивший промышленное производство содовой
- Андраш Петё[венг.], создатель кондуктивной педагогики[англ.]
- Имре Маковец, представитель венгерской органической архитектуры
- Эрнё Рубик, автор кубика Рубика